# 新亞歷山德里夫卡 (布拉茨凱市鎮)
47°51′20″N 31°40′36″E / 47.85556°N 31.67667°E
新亞歷山德里夫卡（烏克蘭語：Новоолександрівка），是烏克蘭的村落，位於該國南部尼古拉耶夫州，由沃茲涅先斯克區的布拉茨凱市鎮負責管轄，始建於1871年，面積2.2平方公里，海拔高度124米，2001年人口617，人口密度每平方公里280.5人。